# Mikroukład elektromechaniczny

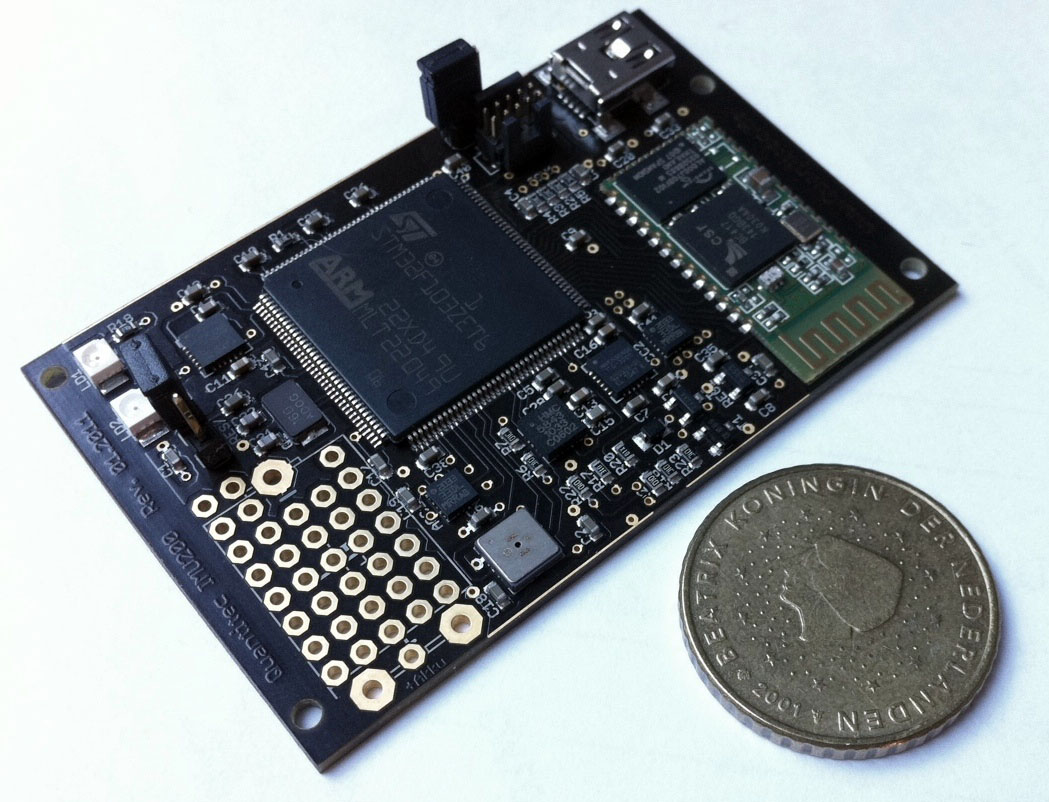
Tani elektromechaniczny mikroukład nawigacji bezwładnościowej, używany w chirurgicznych urządzeniach Quantiteca

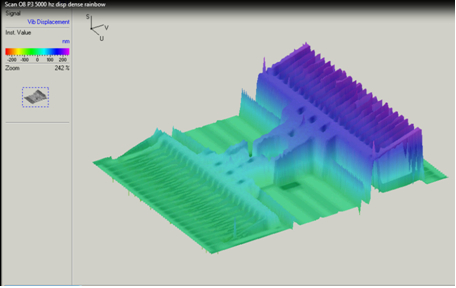
Przykład urządzenia pomiarowego MEMS i topografia jego powierzchni

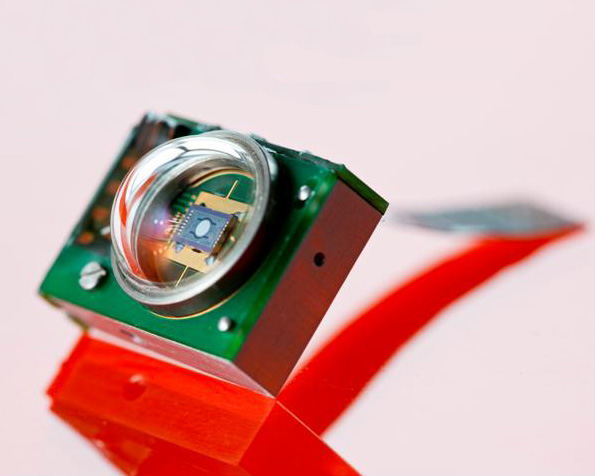
Moduł LDC mikroskanera 1D z Instytutu Mikroukładów Fotonicznych im. Fraunhofera

Mikroukład elektromechaniczny, mikrosystem elektromechaniczny, mikrourządzenie elektromechaniczne, MEMS (od ang. microelectromechanical system) – zintegrowana struktura elektromechaniczna, której co najmniej jeden wymiar szczególny znajduje się w skali mikro (0,1–100 μm).
Mikroukład jest zwykle wykonywany w krzemie lub szkle przy użyciu technik mikroobróbki, na przykład trawienia anizotropowego (między innymi w wodorotlenku potasu). Inną techniką jest trawienie krzemu difluorkiem ksenonu:
2 XeF2 + Si → 2 Xe↑ + SiF4↑
Maski do tych procesów wykonywane są w typowych technikach mikroelektronicznych, podobnych do stosowanych przy wytwarzaniu przyrządów półprzewodnikowych i układów scalonych (np. fotolitografia). W ostatnich latach zwiększone zainteresowanie materiałami polimerowymi spowodowało jednak, że zaczęto rezygnować z używania krzemu z powodu jego wysokiej ceny. W przypadku układów polimerowych najczęstszymi technologiami są: wytłaczanie na gorąco, odlewanie w formie, wtryskiwanie; jeśli rezysty zaliczyć do tej grupy, to również technologie litograficzne. 
Jednym z podziałów technologii wytwarzania mikroukładów jest podział ze względu na sposób wykonywania struktury:
- technologie bezpośrednie – struktura jest wykonywana w elemencie bezpośrednio według projektu, na przykład przy użyciu lasera sterowanego komputerowo
- technologie pośrednie – do wykonania struktury wykorzystywany jest pewnego rodzaju szablon, na przykład w fotolitografii jest to maska.

Przy tak niewielkich rozmiarach przyrządów ludzka intuicja bywa niewystarczająca do zrozumienia zjawisk rządzących ich działaniem. W mikroprzyrządach elektromechanicznych, na skutek dużego stosunku powierzchni do objętości, zjawiska elektrostatyczne i lepkościowe (zwilżania) mogą dominować nad efektami bezwładności masy lub pojemności cieplnej.
Zastosowania mikrourządzeń elektromechanicznych:
- czujniki:
  - przyspieszenia (akcelerometry):
    - w samochodach – wykrywanie momentu wypadku (uruchomienie poduszek powietrznych, napinaczy pasów itp.)
    - w aparatach fotograficznych – wykrywanie drgań (stabilizacja obrazu)
    - w komputerach – wykrywanie swobodnego spadania (zabezpieczenie dysku twardego przed uszkodzeniem w momencie upadku)
    - w nowoczesnych zabawkach

  - ciśnienia:
    - reaktory chemiczne
    - zbiorniki substancji

  - wibracji
  - przepływomierze
  - żyroskopy
  - pola magnetycznego (wykorzystujące efekt Halla)
- przełączniki optyczne
- rzutniki
- głowice drukarek atramentowych
- elektrody do badania mózgu
- endoskopia
- miniaturowe zegary atomowe
- mikroreaktory chemiczne (laboratoria chipowe)